# 玄武岩扇形構造

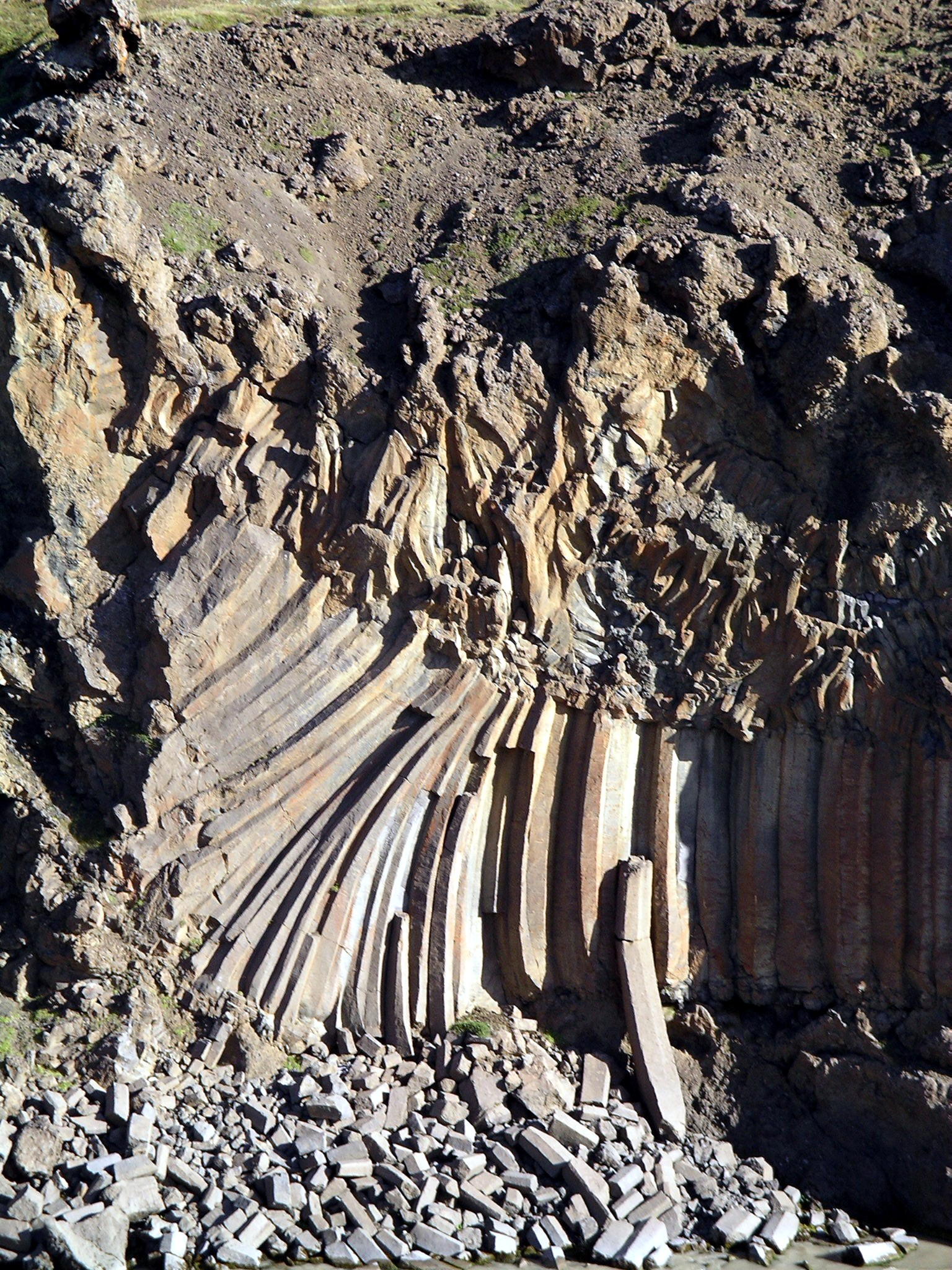
玄武岩扇形構造

玄武岩扇形構造（英語：Basalt fan structure）是由柱狀節理玄武岩坍塌成扇形組成的玄武岩地表。當玄武岩熔岩侵入到底表，冷卻后形成柱狀節理時，若圍岩是鬆散的地層或土壤，例如火山灰等，因爲缺乏支撐力。導致柱狀節理玄武岩坍塌成扇形狀分佈。 隨著玄武岩冷卻並形成柱狀，灰燼坍塌，導致熔岩擴散並形成。坍塌形狀不一，有時近垂直狀，或任何角度的水平狀。
玄武岩是一種细粒致密、黑色的火成岩，由基性岩漿噴發凝結而成，主要成分是硅铝酸钠或硅铝酸钙，二氧化硅的含量大约是45-52%，还含有较高的氧化铁和氧化镁 。玄武岩屬火山岩一種，由岩漿侵入到地表，冷卻而形成的火成岩。同一種岩漿，但在地球不同深処冷卻而形成的浅成岩是辉绿岩(粗玄岩)，深成岩是辉长岩。
柱狀節理是一種地質結構，由一組緊密相交的的節理面，而形成的有規則的多邊形棱柱或柱陣列。最常見的柱狀節理是在火成岩，是由於火成岩冷卻和收縮而形成的。 在淺成火成岩偶爾也有柱狀節理， 例如熔岩流及凝灰岩都有。柱子的直徑從 3 米到幾厘米不等，最高可達 30 米。柱子的邊數可以從 3 到 8 不等，其中 6 邊是最常見的。